# Claude Nachin
 (novembre 2012).
Si vous disposez d'ouvrages ou d'articles de référence ou si vous connaissez des sites web de qualité traitant du thème abordé ici, merci de compléter l'article en donnant les références utiles à sa vérifiabilité et en les liant à la section « Notes et références ».
Claude Nachin est un psychiatre et psychanalyste français né en 1930.

## Parcours
Claude Nachin est issu d'une famille d'enseignants et d'un milieu protestant luthérien du pays de Montbéliard.
Il fait ses études de médecine à Lyon entre 1949 et 1957. Ancien psychiatre des hôpitaux, il est responsable de secteur pendant dix-sept ans, chargé de cours en psychopathologie à l'université de Picardie. Il travaille à Amiens plus de trente ans comme psychanalyste.
Il est engagé dans l'Association européenne Nicolas Abraham et Maria Torok. Il codirige avec Jean Claude Rouchy, aux Éditions Hermann, la collection Nicolas Abraham et Maria Torok, dont le premier titre est paru en 2010 : Barbro Sylwan et Philippe Réfabert, Freud, Fliess, Ferenczi. Des fantômes qui hantent la psychanalyse. 
En 2013, il intervient au cours d'un débat sur les secrets de famille à l'issue de la pièce Le Dernier secret de Joseph Agostini, mise en scène par Raffaele Salis au Théâtre des Déchargeurs à Paris.

## Orientation théorico-clinique

### Pratique clinique et réflexion théorique
La pratique clinique et la réflexion théorique de Claude Nachin poursuivent les travaux de Maria Torok et de Nicolas Abraham. Sa pensée se caractérise par une grande souplesse et l'affirmation que l'écoute du patient passe avant toute forme de théorie. « La psychanalyse suppose le renoncement à toute espèce de diagnostic psychiatrique qui amène toujours à objectiver le sujet et à le mettre à part du psychanalyste », affirme par exemple Claude Nachin. Il précise : « Il y a lieu de nous défaire de tout automatisme — ce qui n'est pas facile — pour être un humain (avec son expérience de vie particulière, privée, sociale et professionnelle) qui rencontre un autre humain (avec son expérience particulière) ». La signification des symptômes et des rêves est personnelle. Il convient de la découvrir dans sa singularité. Ainsi, la psychanalyse est à réinventer, à chaque fois, pour chaque patient(e)…

### Se libérer des préjugés
« La psychanalyse […] suppose la levée de deux préjugés courants. Le préjugé de l’archaïsme : l’importance capitale des premières années de la vie, découverte par S. Freud et Melanie Klein, n’implique pas que ce qui advient ultérieurement dans le psychisme ne puisse avoir une grande importance. Le préjugé du « sujet supposé savoir » : les convictions du psychanalyste ne doivent pas lui faire oublier que les éléments généraux que l’on retrouve dans toute psychanalyse ne sont découverts qu’au décours de l’expérience singulière qui naît du discours de chaque patient. » (Le deuil d'amour, p. 119)

### Le processus de deuil
La recherche sur le processus du deuil, notamment lorsqu'il est entravé et perturbé, tient une place significative dans son œuvre : « Pour que les défunts (nous dirions les défunts tels que nous nous les représentons mentalement) soient en paix ou retrouvent la paix, et pour que les survivants aillent en paix, il est nécessaire que des paroles de vérité puissent être dites et des sentiments authentiques exprimés, à l'occasion du deuil, entre les proches du défunt et partagés avec l'ensemble de la communauté. » (Les Fantômes de l'âme, pp. 30-31)

### Le fantôme
« L’outil nécessaire pour notre travail nous a été fourni par Nicolas Abraham avec le nouveau concept psychanalytique de « travail du Fantôme dans l’inconscient ». Il l’a défini comme le travail, dans l’inconscient d’un sujet, du secret inavouable (bâtardise, inceste, criminalité…) d’un autre (ascendant, mais aussi objet d’amour, voire patient ou thérapeute). » Claude Nachin étend la définition « au travail induit dans l’inconscient d’un sujet par sa relation avec un parent ou un objet d’amour important porteur d’un deuil non fait, ou d’un autre traumatisme non surmonté, même en l’absence d’un secret inavouable. » (Idem, pp. 10-11)
Les manifestations cliniques fantomatiques découlent du « travail psychique incessant et désespéré de l’enfant pour combler la lacune ». Du point de vue métapsychologique, le fantôme correspond au travail psychique de l'enfant « pour comprendre et soigner son parent, avec l’espoir d’en être à son tour mieux compris et soigné ». (p. 12)
« La crypte freudienne n'a pas seulement eu des effets sur les psychanalyses et sur les positions théoriques de Freud. Elle poursuit son action fantomatique sur ces successeurs. Dans les milieux psychanalytiques, de pieux hommages à Freud s'accompagnent comme de son temps d'un manque d'attention scientifique suffisante et de gentillesse vis-à-vis de collègues plus proches dans le temps et dans l'espace. L'œuvre de Sandor Ferenczi a été entourée d'une haine et d'une incompréhension cinquantenaires dont les effets ne sont pas encore éteints. L'argumentation point par point d'un travail est souvent remplacée par de pures déclarations de désaccord, comme s'il s'agissait de goûts et de couleurs, ou par le passage sous silence. C'est dire qu'il importe de s'intéresser au travail du Fantôme dans la psychanalyse. »
(Les Fantômes de l'âme, pp. 97-98)

### L'introjection
Claude Nachin précise la dynamique de l'introjection, en trois étapes :
- une nouveauté (intérieure ou extérieure) advient au sujet ;
- il manifeste en lui-même l'impact de cette nouveauté, par la projection, le jeu ou le fantasme ;
- il réalise consciemment ce qu'il a vécu et devient capable d'en parler.

« L’introjection est le mécanisme psychique fondamental qui nous permet de prendre et de garder dans l’esprit les traces de toutes nos expériences – qu’il s’agisse de nos sentiments, de nos désirs, des événements ou des influences du monde extérieur. […] Comme il n’est pas possible d’accueillir dans l’esprit les choses et les gens, ce sont des symboles qui les représentent, fondés d’abord sur les traces des sensations, des sentiments, des gestes et des premières images. Plus tard, l’introjection deviendra un processus principalement fondé sur le langage verbal – avec les immenses possibilités culturelles qu’il autorise, mais aussi les conflits qu’il fait naître entre le monde des mots et celui du corps, des sentiments et de l’action. » (À l’aide, y a un secret dans le placard !, p. 48)

## Œuvres
- Pour une pratique psychiatrique moderne, Le Centurion, 1982.
- Le Deuil d'amour, Les éditions universitaires, 1989 (2e édition, L'Harmattan, 1993).
- Les Fantômes de l'âme, L'Harmattan, 1993.
- À l'aide, y a un secret dans le placard, Fleurus, 1999.
- La Méthode psychanalytique, Armand Colin, 2004.
- Sigmund Freud, sa vie, son génie, ses limites, Bréal, 2010.
- À l'écoute des fantômes, Fabert, 2010.
- (Chapitre) « Unité duelle, cryptes et fantômes », p. 39-51, in J.C. Rouchy (dir.). La Psychanalyse avec Nicolas Abraham et Maria Torok, Transition, Erès, 2001.